# Deronectes depressicollis
Deronectes depressicollis é uma espécie de escaravelho da família Dytiscidae.
É endémica de Espanha.